# Fyrtøjet
 For alternative betydninger, se Fyrtøjet (flertydig). (Se også artikler, som begynder med Fyrtøjet)
Fyrtøjet (oprindelig Fyrtøiet) er et eventyr skrevet af H.C. Andersen i 1835.

## Handling
Fyrtøjet er et af H.C. Andersens mest populære værker. Det handler om en soldat, som kommer marcherende hen ad landevejen. På sin vej møder han en gammel heks, som beder ham hente et fyrtøj, som ligger gemt i et hult træ. I det hule træ er tre kamre. I hvert kammer er der en kiste, som indeholder henholdsvis kobbermønter, sølvmønter og guldmønter. Hver kiste bliver bevogtet af hunde med øjne så store som tekopper, møllehjul og rundetårn. Soldaten fylder sine lommer med guldmønter og bliver hejst op af træet med fyrtøjet i hånden. Da spørger han heksen, hvad hun skal bruge fyrtøjet til, men da hun ikke vil ud med sproget, hugger soldaten hovedet af hende.
Soldaten fik hurtigt brugt alle pengene, og en mørk og kold aften kom han i tanke om fyrtøjet. Idet han slog ild, sprang hunden med øjne så store som tekopper frem og sagde: "Hvad befaler min herre?" Soldaten bad hunden skaffe ham nogle penge, og det gjorde den så. Senere fik soldaten den ide, at han ville have prinsessen at se. Han hidkaldte hunden med øjne så store som tekopper. Han bad den hente prinsessen. Det gjorde den, og straks efter kom den spankulerende med prinsessen sovende på ryggen. Næste morgen fortalte prinsessen om en mærkelig drøm, hun havde haft, om at hun havde redet på en hund hen til en soldat, som havde kysset hende.
Soldaten følte lyst til at se prinsessen igen og lod hunden hente hende. Men hofdamen så den og løb efter. Da hun så, hvilket hus hunden løb ind i, tegnede hun et kors på døren. Hunden lagde imidlertid mærke til korset, og slog derfor kors på alle døre, så hofdamen ikke kunne kende huset. Men dronningen var klog. Hun bandt en pose med boghvedegryn fast til prinsessen og klippede et lille hul i posen. Da hunden kom for at hente prinsessen, dryssede grynene ud, og kongens mænd fik arresteret soldaten.
Der sad den arme soldat i mørket. Den følgende dag skulle han hænges. Men ved daggry bad han en forbipasserende dreng hente hans fyrtøj. Det gjorde drengen, og da soldaten stod ved galgen og skulle fremsige sit sidste ønske, bad han om lov til at ryge en pibe for sidste gang. Da han fik piben, slog han ild tre gange, og alle tre hunde trådte frem. Så bad soldaten dem om at slå kongen, dronningen og alle deres soldater ihjel, og det gjorde de. Soldaten blev da kronet til konge, og han fik prinsessen til kone. Brylluppet varede otte dage. H.C. Andersen afslutter eventyret med en nu populær sætning: ...og hundene sad med til bords og gjorde store øjne.

## Gendigtning af ældre eventyr
Fyrtøjet er i høj grad en gendigtning af et kendt eventyr fra Brødrene Grimm: Det blå lys udgivet 1821. Det er den samme grundlæggende tråd i historien, men H.C. Andersens udgave betragtes som mere elegant og henvender sig i højere grad til børn.
Brønden er udskiftet med et hult træ.

Den evigt brændende blå flamme er udskiftet med et fyrtøj.

Den lille sorte mand er udskiftet med tre hunde.
I 1001 nat er den en fortælling om Ali Baba, der reddes fra de 40 røvere ved kryds (næppe kors) sat på døre.

## Virkelighedens træ
Ved Århusvejen i Silkeborg Nordskov stod et egetræ med tilnavnene "Svend Grathes eg", "Kongeegen", "egen ved Lillesø" og "H.C. Andersens træ", det sidste fordi det skulle have inspireret Andersen til Fyrtøjet. Eventyret blev imidlertid skrevet inden hans første besøg i Silkeborg. Derimod ved man, at han altid under sine besøg på egnen gik en tur ud til egen og gav den et venskabeligt klap med stokken. Tilnavnet "Fyrtøjsegen" bruges også om resterne af et træ ved Schweizerhytten ved Liselund Slot på Møn, som Andersen ofte besøgte. I maj 2011 blev egetræet i Silkeborg Nordskov opgivet som dødt.

## Udgivelse
Fyrtøjet blev udgivet af universitetsboghandler C.A. Reitzel i eventyrsamlingen i hæftet Eventyr, fortalte for Børn den 18. maj 1835.
I samme hæfte udkom også Lille Claus og store Claus, Prinsessen på ærten og Den lille Idas blomster.